# Volveréis
Volveréis (coneguda com Septembre sans attendre a França) és una pel·lícula hispano-francesa de comèdia dramàtica de 2024, dirigida per Jonás Trueba, coescrita al costat dels actors Itsaso Arana i Vito Sanz, qui també protagonitzen la pel·lícula. Es va estrenar al Festival de Canes el 20 de maig de 2024. Després, es va estrenar a França el 28 d'agost de 2024, amb distribució d'Arizona Distribution, i la seva estrena a Espanya l'endemà passat, el 30 d'agost de 2024, amb distribució d’Elastica Films.

## Argument
L’acció esdevé a Madrid. Una parella formada per la cineasta Ale (Itsaso Arana) i  l’actor Álex (Vito Sanz) deixen trencar la seva relació després de quinze anys junts i es proposen donar la notícia als seus amics organitzant una festa. Tot i que cap dels seus amics íntims els creu, es mantenen ferms en la seva decisió de separar-se.

## Repartiment
- Itsaso Arana com Ale[2]
- Vito Sanz com Alex[2]
- Fernando Trueba[3]
- Jon Viar[4]
- Andrés Gertrúdix[4]
- Ana Risueño[4]
- Francesco Carril[4]
- Isabelle Stoffel[4]
- Sigfrid Monleón[4]

## Producció
A l'octubre de 2023, el director de fotografia Santiago Racaj va anunciar que estava en la recta final del rodatge de la nova pel·lícula de Jonás Trueba, Volveréis, de la qual ell era el director de fotografia. Al desembre de 2023, es va revelar que li pel·lícula seria una comèdia i que estaria protagonitzada per Itsaso Arana i Vito Sanz. Encara que es desconeix el pressupost total de la pel·lícula, aquesta va rebre 365.750 euros procedents de les ajudes generals de l'ICAA.

## Llançament
A l'abril de 2024, es va anunciar que la pel·lícula tindria la seva estrena mundial al 77è Festival Internacional de Cinema de Canes el 20 de maig de 2024. Al desembre de 2023, es va anunciar que Elastica Films havia adquirit els drets per a distribuir Volveréis a Espanya. Al juliol de 2024, la distribuïdora va llançar el tràiler espanyol de la pel·lícula i va programar la seva estrena per al 30 d'agost de 2024. A França, la distribuïdora Arizona Distribution va adquirir la pel·lícula a aquest país, i després va programar la seva estrena per al 28 d'agost de 2024.

## Recepció
Al lloc web de l'agregador de ressenyes Rotten Tomatoes, el 92% de les crítiques de 24 crítiques són positives, amb una valoració mitjana de 7,2/10.
Adam Solomons dIndieWire va donar a la pel·lícula una qualificació 'B', considerant-la "una entrada refrescant d'adult a un gènere que sembla que s'ha tornat més estúpid i més boig en els últims anys".
En una ressenya per a la International Cinephile Society, Alonso Aguilar va puntuar la pel·lícula amb 4 estrelles sobre 5, considerant que era "un autèntic intent de capturar quelcom efímer i tractar d'enquadrar-lo de totes les maneres possibles, abans de lliurar-se finalment la seva bellesa fugaç".
Jonathan Holland de ScreenDaily va escriure que Trueba "continua satisfent els aficionats al cinema amb un munt d'elements autoreferencials divertits, dissenyats per atreure als puristes".
Luis Martínez d’El Mundo va donar a la pel·lícula 4 estrelles, considerant que és "un miracle rar de la poètica de la [vida] quotidiana".
Jessica Kiang de Variety va presentar la pel·lícula com "una deliciosa mostra per a l'estil àgil i airejat del director espanyol, aquí accentuat amb brillants fils de meta-melancolia madrilenya".
María Bescós de HobbyConsolas li va donar a la pel·lícula 73 punts ("bo") destacant "com de bé s'insereix el metacinema a la història" com a punt positiu mentre esmentava que el seu "però" més important de la pel·lícula va ser la seva reiteració.
Marta Medina d’El Confidencial va valorar Volveréis amb 5 estrelles sobre 5, i va escriure que la pel·lícula "resisteix a la idea del melodramatisme com a únic model d'amor vàlid, i proposa la bellesa de les petites convergències, de reconèixer-se en l'altre".

## Reconeixements
| Any  | Premi                                              | Categoria                                                                         | Nominat              | Resultat  | Ref    |
| ---- | -------------------------------------------------- | --------------------------------------------------------------------------------- | -------------------- | --------- | ------ |
| 2024 | 77è Festival Internacional de Cinema de Canes      | Premi Europa Cinemas Label a la millor pel·lícula europea (Quinzena de Cineastes) | Jonás Trueba         | Guanyador | [ 19 ] |
| 2024 | 39è Festival Internacional de Cinema a Guadalajara | Millor llargmetratge de ficció iberoamericana                                     | Volveréis            | Nominat   | [ 20 ] |
| 2024 | 39è Festival Internacional de Cinema a Guadalajara | Millor llargmetratge de ficció iberoamericana – Menció especial                   | Volveréis            | Guanyador | [ 20 ] |
| 2025 | XII Premis Feroz                                   | Millor pel·lícula de comèdia                                                      | Volveréis            | Pendent   | [ 21 ] |
| 2025 | 30a cerimònia dels Lumières                        | Millor coproducció internacional                                                  | Volveréis            | Pendent   | [ 22 ] |
| 2025 | XXXIX Premis Goya                                  | Millor actor                                                                      | Vito Sanz            | Pendent   | [ 23 ] |
| 2025 | XXXIX Premis Goya                                  | Millor direcció artística                                                         | Miguel Ángel Rebollo | Pendent   | [ 23 ] |